# Посёлок дома отдыха «Пахра»
До́ма отдыха «Пахра» — посёлок в Троицком административном округе Москвы. Входит в состав поселения Щаповское. До 1 июля 2012 года был в составе Подольского района Московской области. Образован при доме отдыха «Пахра». Расположен на берегу Пахры в 51 км к юго-западу от центра Москвы. Ближайший населённый пункт — деревня Шаганино.

## Население
| 2002 | 2006 | 2010 |
| ---- | ---- | ---- |
| 431  | ↘415 | ↘334 |

Согласно Всероссийской переписи, в 2002 году в посёлке проживал 431 человек (199 мужчин и 232 женщины).